# VSS Unity VP-03
VSS Unity VP-03（一部ではPF04とも呼ばれる）は、2018年12月13日に行われたスペースシップツークラスのVSS Unityの弾道飛行であり、マーク・スタッキーとフレドリック・スターカウが搭乗し操縦した。VSS Unityは、発表される前にホワイトナイトツーキャリア飛行機によって空中に運ばれた。
宇宙船は82.7キロメートル (51.4 mi)の遠地点に到達し、飛行は米国の宇宙飛行の定義80.47キロメートル (50.00 mi)を満たしたが、国際的に認められた基準であるカーマン・ライン100キロメートル (62 mi)には達しなかった。この飛行は、将来宇宙旅行を行う予定のリチャード・ブランソン率いる民間企業であるヴァージン・ギャラクティックによって運営されていた。これは、2011年のスペースシャトル最後の飛行ミッションSTS-135以来、米国本土からの有人宇宙飛行であった。

## クルー
| 地位           | 宇宙飛行士                               | 宇宙飛行士                               |
| -------------- | ---------------------------------------- | ---------------------------------------- |
| パイロット     | マーク・スタッキー 1回目の宇宙飛行       | マーク・スタッキー 1回目の宇宙飛行       |
| コ・パイロット | フレドリック・スターカウ 5回目の宇宙飛行 | フレドリック・スターカウ 5回目の宇宙飛行 |

## フライト
2018年12月13日、高度13,000メートル (43,000 ft)、VMSEveは、その動力飛行テストのためのVSSUnityを発表した。リードパイロットのスタッキーと副操縦士のスターカウは、最大マッハ2.9で高度82.7キロメートル (51.4 mi)までUnityを飛行した。
これにより、スペースの制限を示すために米国で使用されている80キロメートル (50 mi)の制限を超えたが、100キロメートル (62 mi) のカーマンラインは下回っていた。その後、両方の船は無事に着陸した。このフライトは、ヴァージン・ギャラクティック、ブランソン自身、および関係者による様々なツイートでオンラインで公開された。

## 反響
アメリカ連邦航空局は、ヴァージン・ギャラクティックとパイロットの飛行成功を祝福し、パイロットにアメリカ合衆国宇宙飛行士記章を授与する式典のためにチームをワシントンD.C.に招待した。
ヴァージン・ギャラクティックとその職員は、米国のマイク・ペンス副大統領、 NASA管理者のジム・ブライデンスティン、カナダの宇宙飛行士クリス・ハドフィールド、英国の宇宙飛行士ティム・ピークによってTwitterで祝福された。一方、ヴァージン・ギャラクティックは、オーストラリアの宇宙飛行士アンディトーマスによる飛行後、彼らの弾道飛行を「高高度の飛行機の飛行であり、危険な飛行である」と特徴づけたため、鋭く批判された。